# Bruno Cassinelli
Bruno Cassinelli (Firenze, 14 aprile 1893 – Roma, 6 novembre 1970) è stato un avvocato e politico italiano.

## Biografia

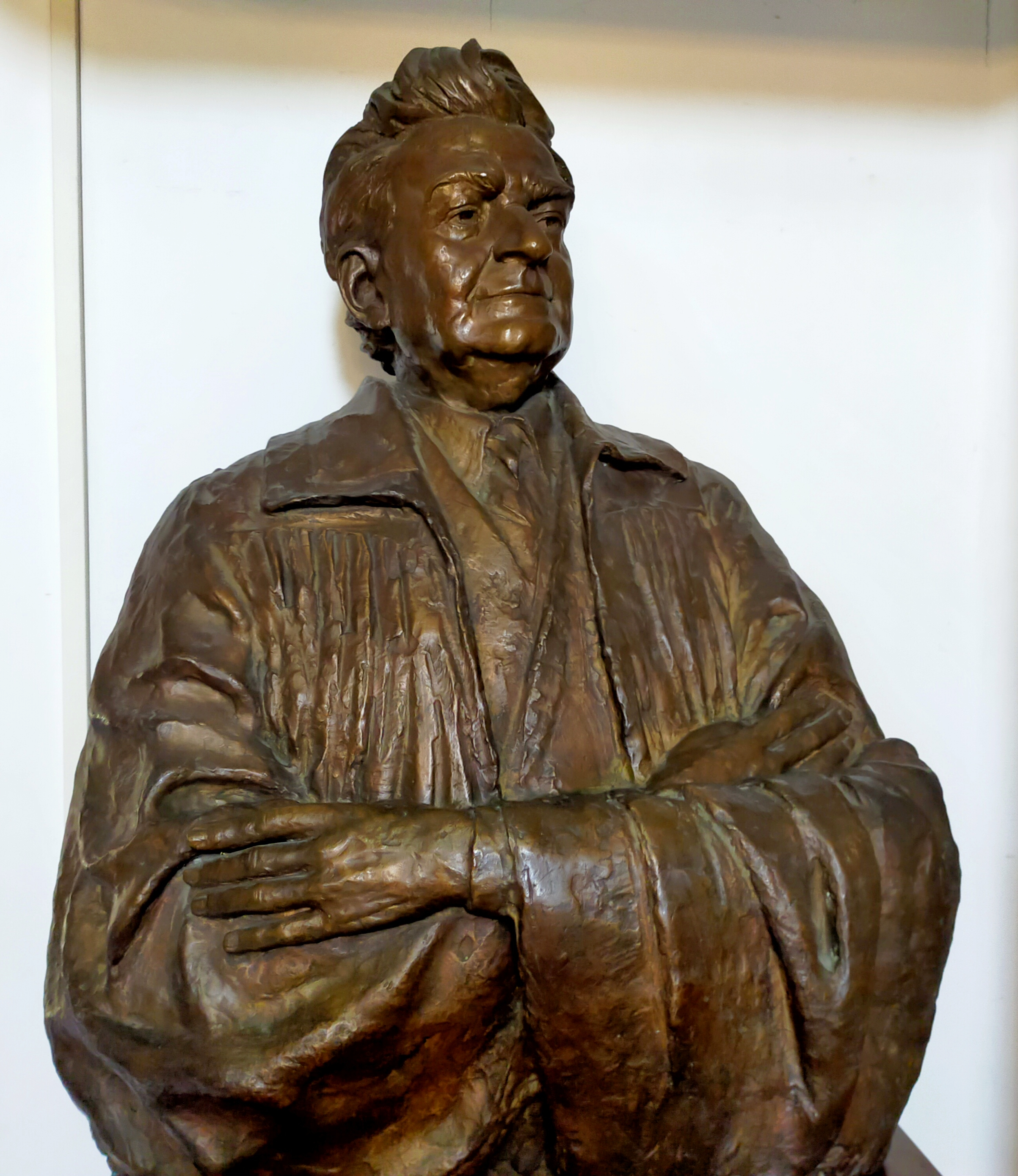
Busto bronzeo ospitato dal 1975 nell'omonima biblioteca giuridica al tribunale di Avezzano

Laureato in giurisprudenza a Roma nel 1917 esercita la professione di avvocato ma si dedica in primo luogo alla politica. Negli anni degli studi si iscrive alla Federazione giovanile socialista e tra il 1915 e il 1919 fa parte del comitato centrale del PSI. Assieme a Nicola Bombacci e Giuseppe Sotgiu dal 1918 dirige il settimanale L'Avanguardia, portandone la tiratura da 5 000 a 25 000 copie. Militante della corrente massimalista del partito nelle elezioni del 1924 viene eletto deputato.
Testimone al processo di Chieti per l'omicidio di Giacomo Matteotti, si esprime a discarico dell'imputato Amerigo Dumini, in una testimonianza che la stampa dell'epoca definisce concordata con il gerarca Roberto Farinacci. A causa dello scandalo viene espulso dal PSI e invitato a presentare le dimissioni da deputato. 
Si dedica quindi alla professione di avvocato penalista, specializzato nella difesa di imputati politici. Ha difeso, tra gli altri, Violet Gibson e Tito Zaniboni, attentatori alla vita di Mussolini. Dopo la guerra, su richiesta di Badoglio, assume la difesa di Mario Roatta ma di li a poco viene sospeso dall'albo professionale per una sua presunta appartenenza all'OVRA.
Scagionato dall'accusa, riprende la propria professione con uno studio legale a Roma.
Morì nel 1970 all'età di 77 anni. Riposa nel cimitero monumentale di Avezzano, in Abruzzo.